# 미나리
미나리(학명: Oenanthe javanica)는 미나리과에 딸린 여러해살이 풀이다. 한국, 일본, 중국, 대만, 말레이시아, 인도 등 아시아 지역에서 자생하며 식용으로도 재배된다.

## 유래
미나리는 한국, 일본, 중국, 대만, 말레이시아, 인도 등 아시아 지역 전역에서 자생하며 매우 오래 전부터 식용으로 길렀다. 오래된 기록으로는 《시경》의 반수(泮水) 편에 사락반수 박채기근(思樂泮水 薄采其芹, 즐거운 반수 물가에서 미나리를 가벼이 캔다)이란 구절이 있어 춘추시대에 이미 작물화되어 길렀음을 알 수 있다. 《시경》에 등장하는 반수는 태학을 감싸 도는 물로서 반수에서 미나리를 캔다는 것은 태학에서 인재를 발굴한다는 의미가 있었다. 이런 이유로 조선의 성균관을 감싸 도는 개천도 반수로 불렸으며 반궁(泮宮)은 성균관의 별칭으로 쓰였다. 미나리를 캔다는 의미의 채근(采芹)은 인재를 발굴한다는 의미로 쓰인다.

한국에서는 신라 후대의 최치원이 지은 《계원필경》에 변변치 않지만 정성 담긴 선물의 의미로 미나리가 등장하고 《고려사》 열전 가운데 임연의 전기인 반역임연조에 근전(芹田, 미나리꽝)이라는 구절이 보인다. 아시아 전역에서 아마도 매우 오래전부터 식용으로 길렀을 것이다.
미나리의 어원이 물 - 나리 라는 추측이 있지만 확실하지는 않다.

## 재배
미나리는 자연에서도 자생하는 식물이어서 따로 품종이 있지는 않다. 씨앗을 발아시켜 기르기도 하지만 대개는 줄기를 잘라심는 영양 번식을 한다. 토양의 특성을 가리지 않고 잘 자라는 편이지만, 물빠짐이 나쁜 곳에서는 생장이 좋지 않다. 고려와 조선 시대에는 집집마다 연못에 미나리를 기르는 일이 흔했고 궁궐에서도 따로 미나리를 재배하여 반찬으로 삼았다.
미나리는 조선 초까지도 배추보다 흔한 채소였으며 김치로 담구어 먹었다. 재배는 흔히 논에 하는데 미나리를 심어 가꾸는 논을 미나리꽝이라고 한다.

## 생김새와 특징

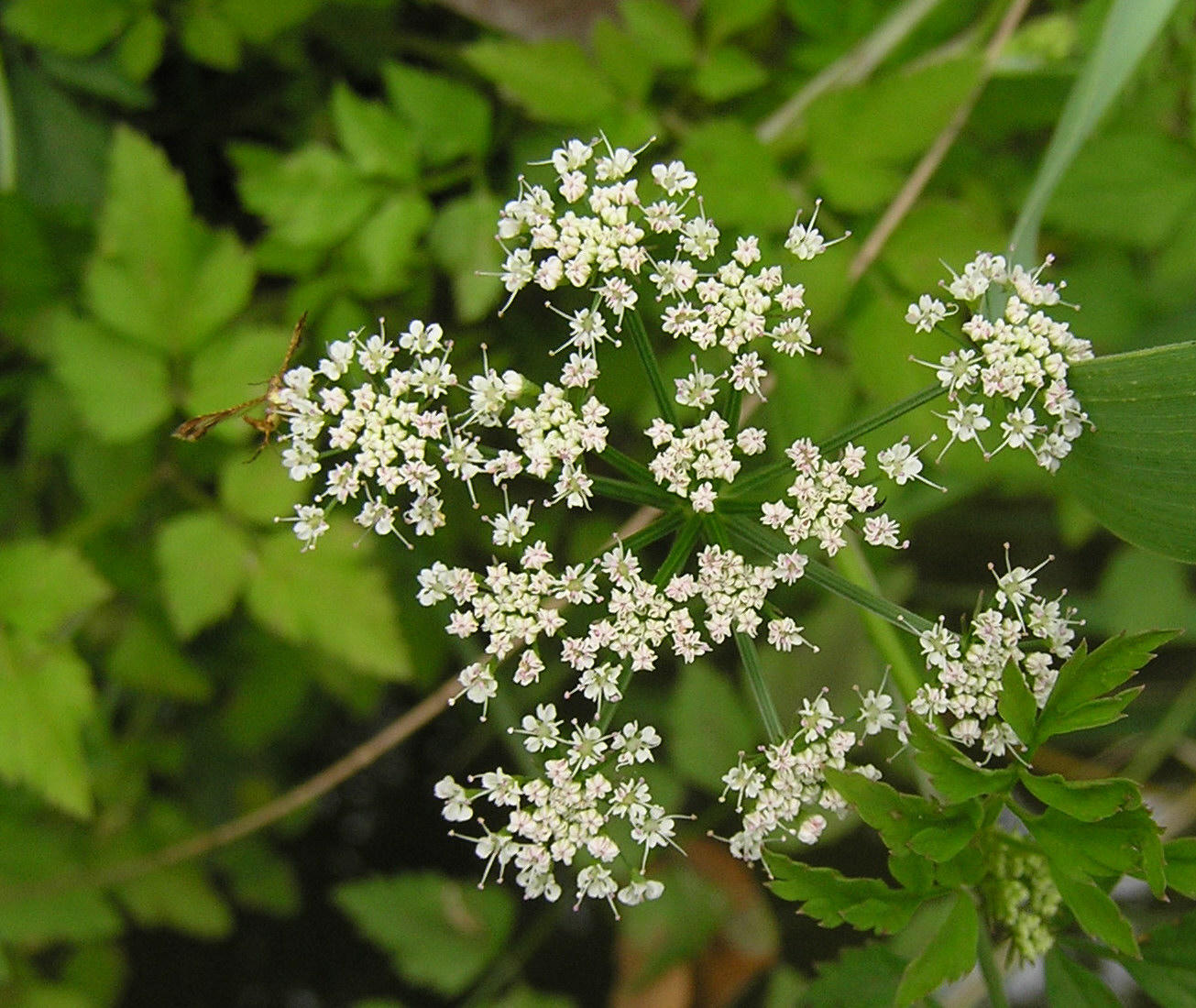
미나리 꽃

키는 30~60cm, 잎차례는 어긋나기로 잎의 모양은 깃꼴겹잎(우상복엽)이고, 낱잎은 알 모양에 톱니가 있다. 여름에 작은 겹꽃들이 우산이 펼치듯 열리는 복산형 꽃차례에 희고 작은 꽃이 핀다. 미나리과에 속하는 미나리, 구릿대, 당귀, 방풍, 천궁, 바디나물 같은 식물들의 꽃은 모두 이와 같이 우산 모양의 꽃이 핀다.
미나리는 독특한 향이 나는데 터피놀렌, 알파-터피넨, 감마-터피넨, 캐리오필렌, 파라-시멘과 같은 방향물질 때문이다. 다른 식물들의 방향 물질과 같이 미나리의 향기도 각종 벌레로부터 자신을 지키기 위해 진화한 결과이다. 미나리의 방향 성분은 전체 성분의 0.06 %에 불과하지만 향이 무척 강하여 제 역할을 톡톡히 해낸다.

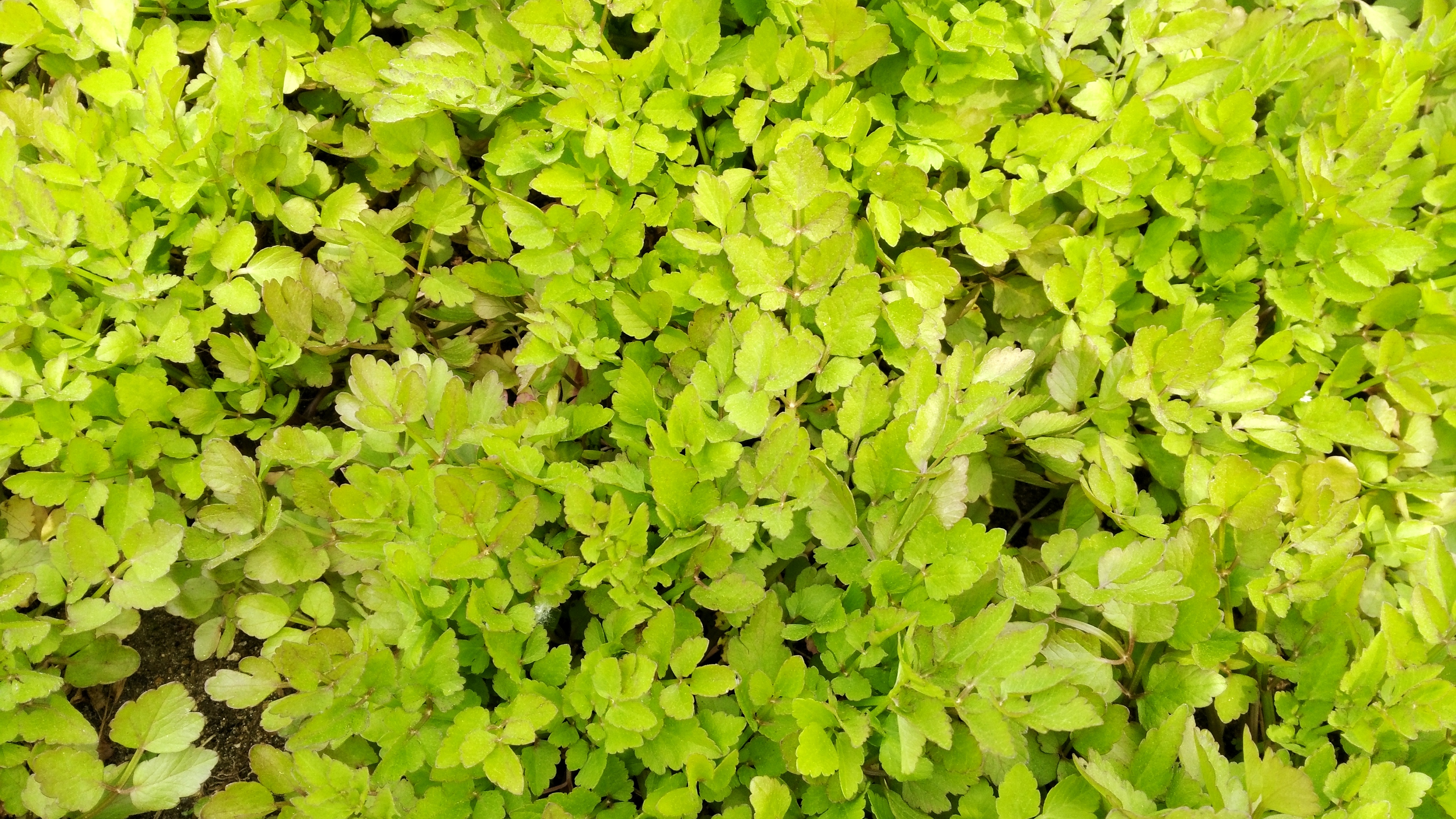
미나리 (4월)
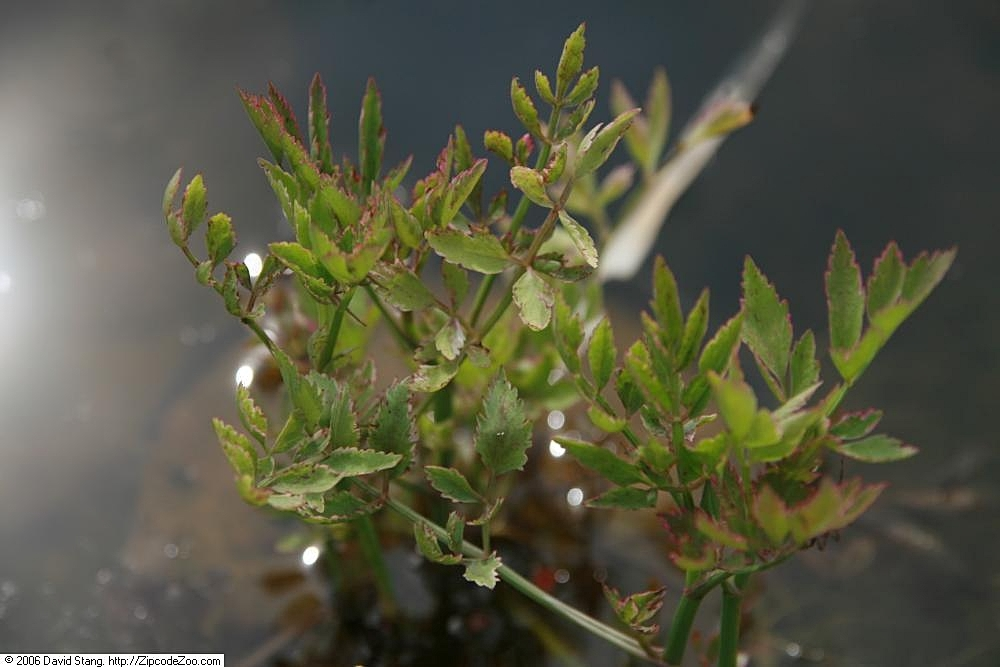
미나리
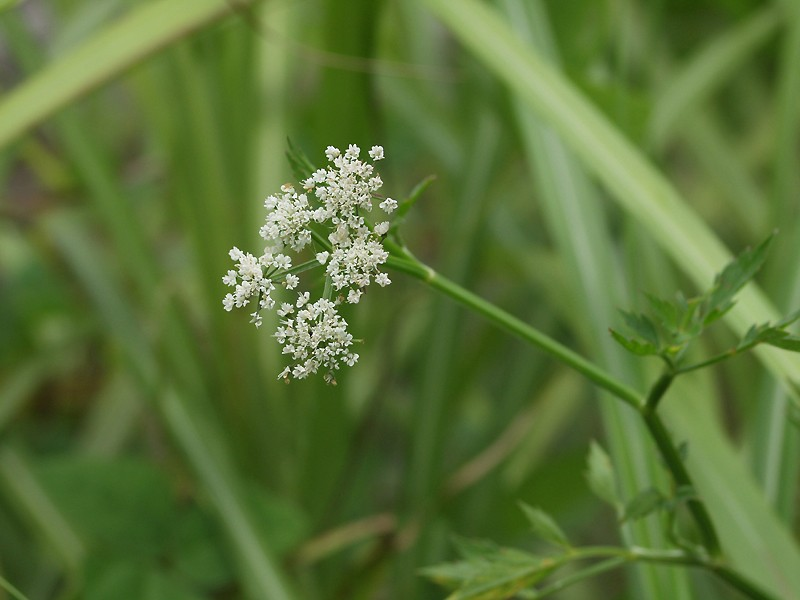
미나리 꽃

## 영양과 요리
미나리는 비타민 A, B1, B2, C가 다량으로 함유되어 있는 알칼리성 식품이다.단백질, 철분, 칼슘, 인 등의 다양한 무기질과 섬유질이 풍부하다.
잎과 줄기에 독특한 향기가 있어 대한민국에서는 찌개에 넣거나, 삶거나 데쳐 나물로 먹는 등 여러 가지 음식 재료로 쓰인다. 16세기 요리서인 《음식디미방》에는 꿩고기, 무, 미나리, 두부, 표고버섯, 등을 볶아 소를 만든 다음 석류 모양으로 만두를 빚어 끓인 석류탕이 소개되어 있다.
미나리는 봄철에 특히 맛있다. 오늘날에는 2월부터 수확하여 시장에 팔리며 3-4월 제철을 맞는다.

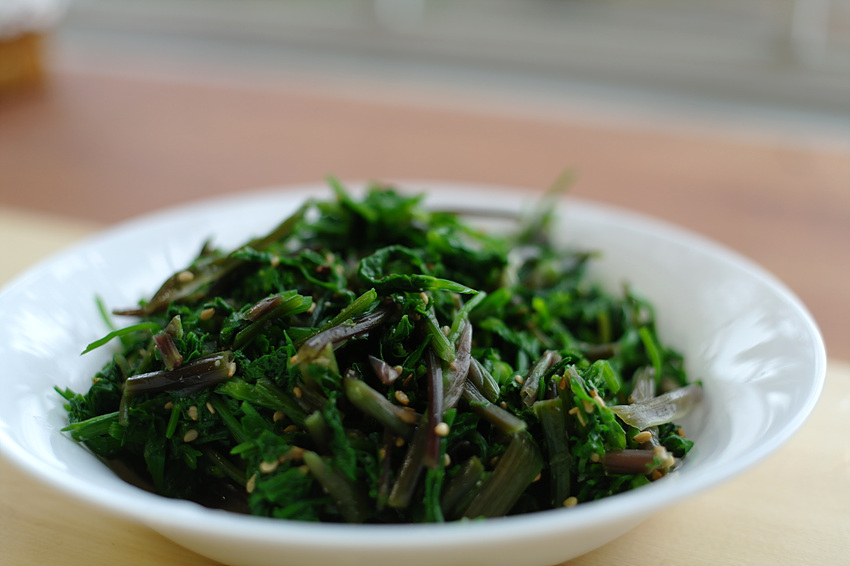
미나리 무침
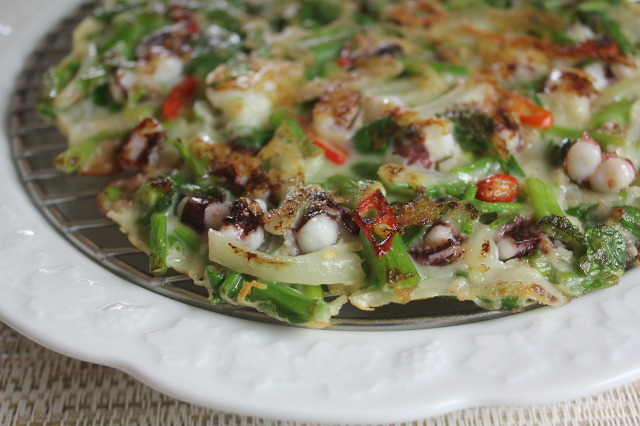
미나리 부침개
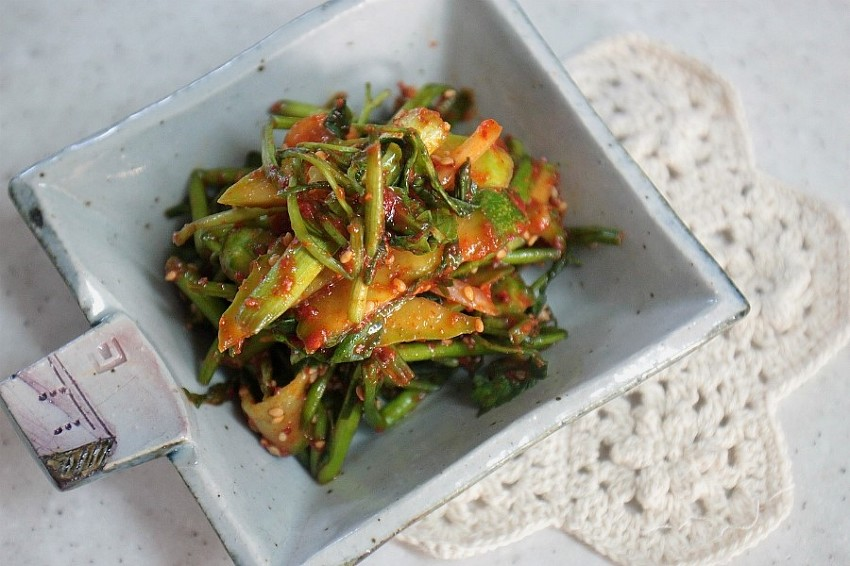
미나리 오이 무침

별다른 약이 없던 시기에는 숙취 해소나 여성의 생리 불순을 위한 약으로 쓰이기도 했다. 그러나 어떤 음식이든지 약재로서의 효능은 과신하지 않는 것이 좋다.

## 같이 보기
- 오이
- 미나리과
- 미나리목